# Aéroport international de Praia
L'aéroport international Nelson Mandela (code IATA : RAI • code OACI : GVNP) est un aéroport domestique et international situé dans le quartier Achada Grande Tras de la ville de Praia, capitale du Cap-Vert.

## Présentation
La ville de Praia se situe sur l'île de Santiago, elle-même située dans le groupe des îles de Sotavento entre les îles Maio et Fogo.
L'aéroport principal des Îles Cap-Vert est l'aéroport international Amílcar-Cabral.

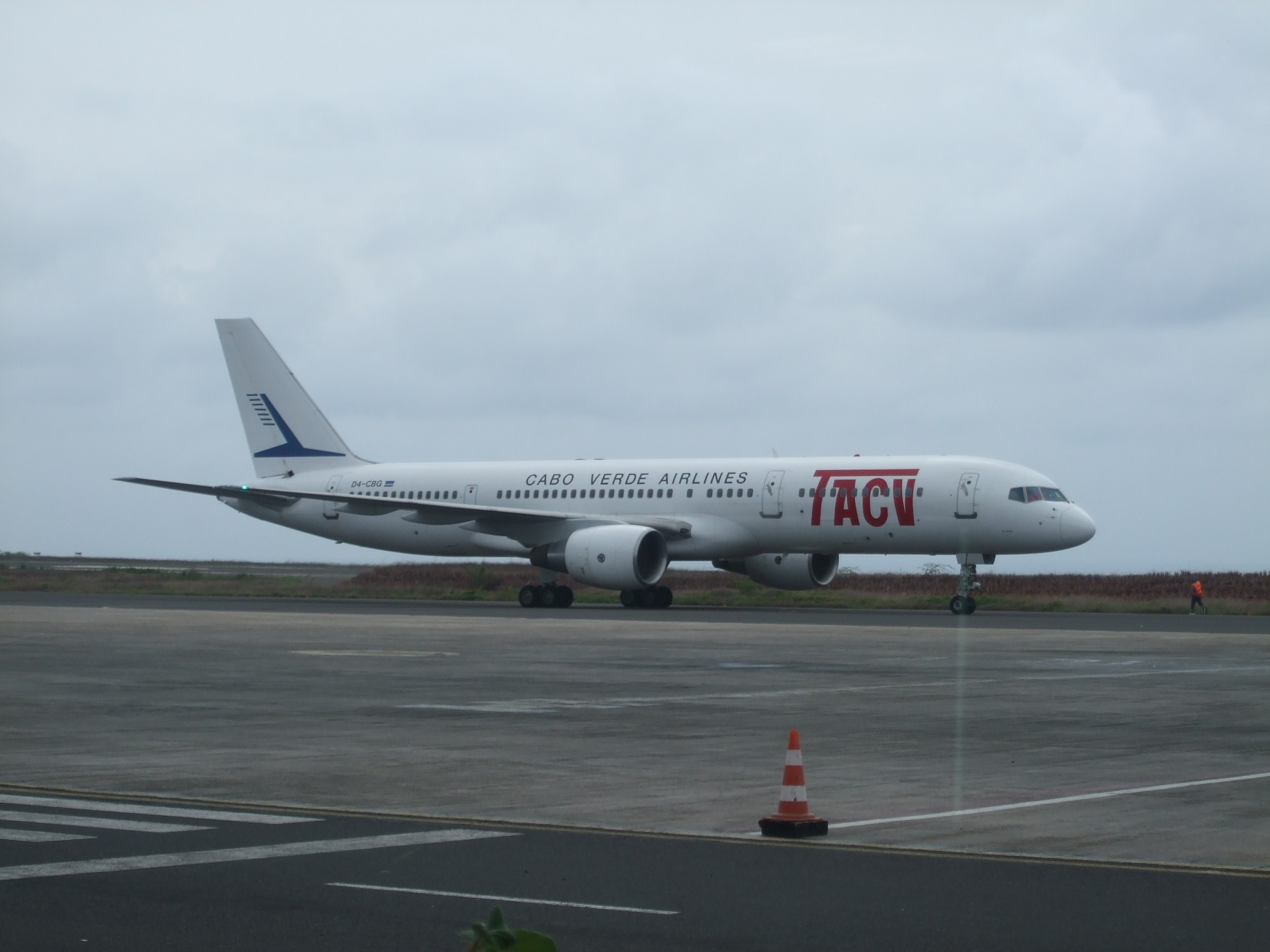
Boeing 757 de la compagnie TACV à Praia.

## Histoire
Il a remplacé en octobre 2005 l'ancien aéroport international Francisco-Mendes.
En janvier 2012, l'aéroport international de Praia a été renommé après l'ancien président sud-africain Nelson Mandela.
En 2013, le nombre annuel de passagers a dépassé les 500 000 pour 8 978 opérations aériennes et transporté 1 418 tonnes de marchandises. En juin 2014, la piste a été étendue à 2 600 mètres.

## Situation
| \| 20 km1:2 718 000 \| Maio Preguiça São Filipe Boa Vista · Rabil‎ Sal · A.-Cabral São Vicente · C.-Évora Praia |
| 20 km1:2 718 000                                                                                               |

## Trafic passager
Pour des raisons techniques, il est temporairement impossible d'afficher le graphique qui aurait dû être présenté ici.

Voir la requête brute et les sources sur Wikidata.

## Compagnies et destinations
| Compagnies          | Destinations                                                                                      |
| ------------------- | ------------------------------------------------------------------------------------------------- |
| Air Senegal         | Dakar-B. Diagne                                                                                   |
| ASKY Airlines       | Dakar-B. Diagne, Lomé-G. Eyadéma                                                                  |
| Azores Airlines     | Ponta Delgada-Jean Paul II                                                                        |
| Cabo Verde Airlines | Bissau-O. Vieira, Lisbonne-H. Delgado, Paris-Charles de Gaulle, Sal-A. Cabral, São Pedro C.-Évora |
| Luxair              | En saison: Luxembourg-Findel                                                                      |
| Royal Air Maroc     | Bissau-O. Vieira, Casablanca-Mohammed-V                                                           |
| TAP Air Portugal    | Lisbonne-H. Delgado                                                                               |
| Transair            | Dakar-B. Diagne                                                                                   |
| Transavia France    | En saison: Paris-Orly                                                                             |

Édité  le 02/07/2018 Actualisé le 23/05/2024